# Logansport (Louisiana)
Logansport is een plaats (town) in de Amerikaanse staat Louisiana, en valt bestuurlijk gezien onder De Soto Parish.

## Demografie
Bij de volkstelling in 2000 werd het aantal inwoners vastgesteld op 1630.
In 2006 is het aantal inwoners door het United States Census Bureau geschat op 1676, een stijging van 46 (2.8%).

## Geografie
Volgens het United States Census Bureau beslaat de plaats een oppervlakte van
8,7 km², waarvan 8,3 km² land en 0,4 km² water.
De plaats ligt aan de Sabine.

## Plaatsen in de nabije omgeving
De onderstaande figuur toont nabijgelegen plaatsen in een straal van 24 km rond Logansport.